# 新斯塔羅杜布
新斯塔羅杜布（烏克蘭語：Новий Стародуб），是烏克蘭中部基洛夫格勒州亞歷山德里亞區彼得罗韦市镇内的村落。距離亞歷山德里亞17公里，海拔高度81米，2001年人口4,964。